# Airosperma
Airosperma là một chi thực vật có hoa trong họ Thiến thảo (Rubiaceae).

## Loài
Chi Airosperma gồm các loài: